# The Power
«The Power» (англ. Сила) — перший студійний альбом австралійської співачки Ванесси Аморозі. В Австралії платівка вийшла 3 квітня 2000. Альбом посів 1 місце на австралійському музичному чарті та потрапив до чартів декількох європейських країн та Японії. В Австралії альбом отримав чотири платинові сертифікації від ARIA.

## Список пісень
Австралійське видання.
1. «U R Mine» (4:15)
2. «Absolutely Everybody» (3:42)
3. «Shine» (3:53)
4. «Have a Look» (3:35)
5. «Pray For Love» (3:35)
6. «Everytime I Close My Eyes» (3:45)
7. «How Y' Livin'» (4:01)
8. «The Power» (3:34)
9. «I Wanna Be Your Everything» (3:36)
10. «You Were Lead On» (4:42)
11. «Pray For Love» (Club Mix) (3:26)
12. «The Power» (Spiced Mix) (3:33)
13. «Absolutely Everybody» (Latino Mix) (3:27)

Міжнародне видання.
1. «U R Mine» (4:15)
2. «Absolutely Everybody» (3:42)
3. «Shine» (3:52)
4. «I Wanna Be Your Everything» (3:36)
5. «How Y' Livin'» (4:01)
6. «Everytime I Close My Eyes» (4:03)
7. «Pray For Love» (3:34)
8. «The Power» (3:34)
9. «Steam» (3:47)
10. «Turn To Me» (3:36)
11. «You Were Lead On» (4:41)
12. «Have a Look» (3:34)

- В японському видані є два бонусні треки: «Rise Up» (3:22) і «Second Chance» (3:40).

## Чарти, продажі, сертифікати
| Чарт (2000/01)          | Місце | Сертифікація (таблиця продажів та сертифікатів) | Продажі  |
| ----------------------- | ----- | ----------------------------------------------- | -------- |
| Australian Albums Chart | 1     | 4× Платина                                      | 280,000+ |
| Austrian Albums Chart   | 21    |                                                 |          |
| German Albums Chart     | 7     | Золото                                          | 100,000+ |
| Japanese Albums Chart   | 93    |                                                 |          |
| Swiss Albums Chart      | 15    |                                                 |          |

### Результати по закінченню року
| Рік  | Чарт                    | Місце |
| ---- | ----------------------- | ----- |
| 2000 | Australian Albums Chart | 4     |
| 2001 | Australian Albums Chart | 54    |
| 2001 | Swiss Albums Chart      | 96    |

## Історія релізів
| Регіон          | Дата              |
| --------------- | ----------------- |
| Австралія       | 3 квітня 2000     |
| Велика Британія | 2 жовтня 2000     |
| Японія          | 18 жовтня 2000    |
| Німеччина       | 27 листопада 2000 |